# Gli anni belli
Gli anni belli è un film del 2022 diretto da Lorenzo d'Amico de Carvalho.

## Trama
La storia di Elena raccontata attraverso i suoi primi amori adolescenziali, le lacrime, le piccole rivoluzioni, i falò sulla spiaggia e il confronto con gli adulti nell'Italia degli inizi degli anni novanta.

## Distribuzione
Il film è stato distribuito nelle sale cinematografiche italiane dal 7 febbraio 2022.